# Bagicz

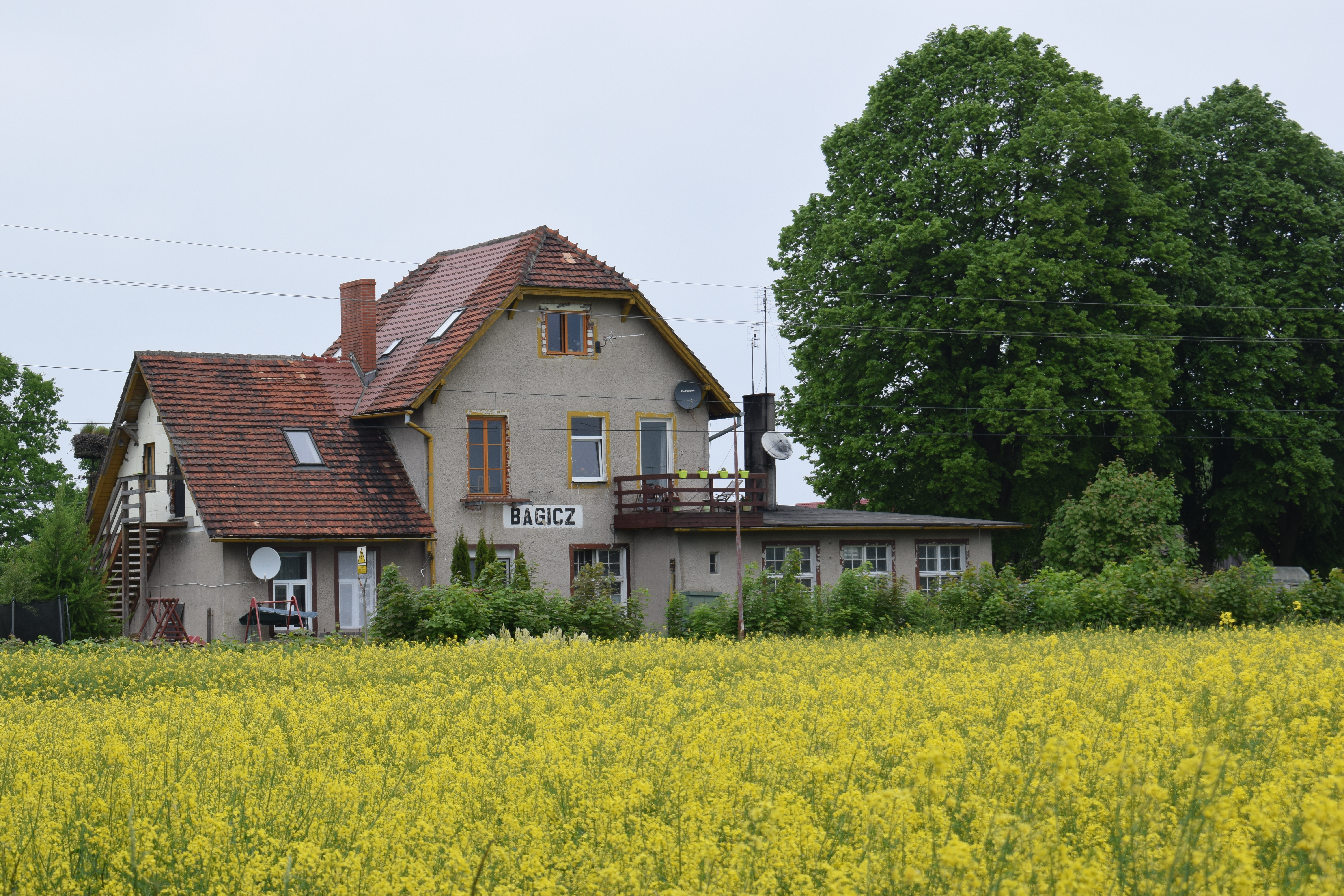
Ehemaliges Bahnhofsgebäude in Bagicz

Bagicz (deutsch Bodenhagen) ist ein Dorf in der Woiwodschaft Westpommern in Polen. Es gehört zu der Gmina Ustronie Morskie (Landgemeinde Henkenhagen) im Powiat Kołobrzeski (Kolberger Kreis).

## Geographische Lage
Das Dorf liegt in Hinterpommern, etwa 115 Kilometer nordöstlich von Stettin und etwa 9 Kilometer östlich von Kołobrzeg (Kolberg), nahe an der Ostseeküste. Der nächste Nachbarort ist im Osten Ustronie Morskie (Henkenhagen) mit den Wohnplätzen Sianożęty (Ziegenberg) und Olszyna (Ulrichshof). Im Süden liegt der Kolberger Stadtwald. Im Ort liegen die Anlagen des ehemaligen Fliegerhorsts Kolberg.

## Geschichte

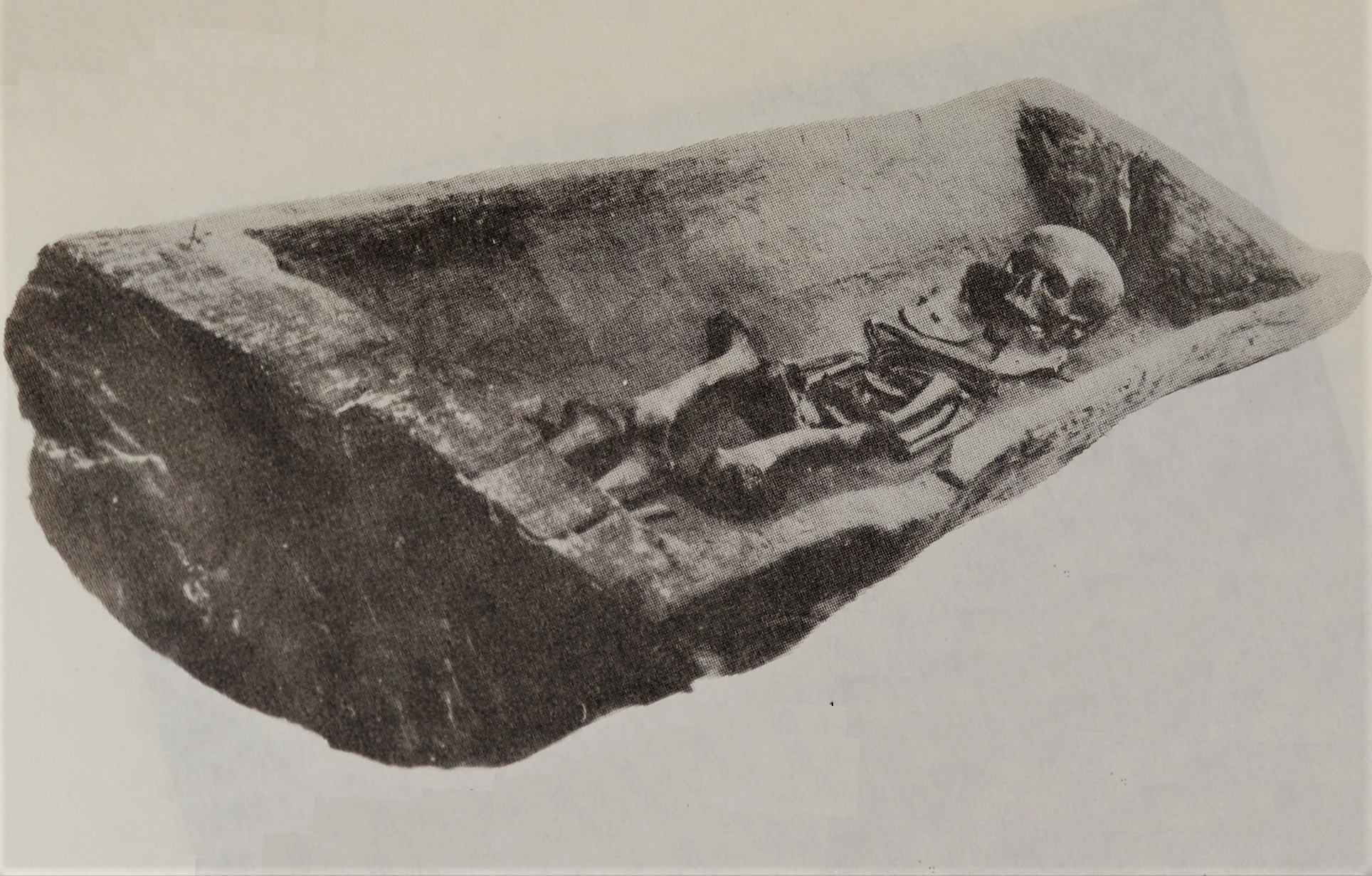
Baumsarggrab einer Frau des 2. Jahrhunderts n. Chr.

In Bagicz wurde eine Nekropole der Wielbark-Kultur aus dem 2. Jahrhundert gefunden.
Das Dorf wurde im Jahre 1753 auf Drängen König Friedrichs des Großen durch die Kämmerei der Stadt Kolberg zwischen dem Stadtwald und der Ostseeküste angelegt. Dazu wurden in der Form eines Straßendorfes 20 Bauernstellen eingerichtet, die mit Siedlern aus der Pfalz besetzt wurden. Die Kolonisten erhielten Erbzinsbriefe, nach denen sie ihre Bauernstellen „erb- und eigentümlich“ besaßen, und wurden damit rechtlich besser gestellt als die Einwohner der umliegenden Dörfer.
Das neue Dorf erhielt den Ortsnamen Bodenhagen nach August Friedrich von Boden, der Minister im Generaldirektorium in Berlin war. Die Namensähnlichkeit mit einem Dorf Boltenhagen, das seit dem Mittelalter in dieser Gegend bestand, dürfte Zufall sein; jenes Boltenhagen war bereits im 17. Jahrhundert in Ulrichshof umbenannt worden.
In Ludwig Wilhelm Brüggemanns Ausführlicher Beschreibung des gegenwärtigen Zustandes des Königlich-Preußischen Herzogtums Vor- und Hinterpommern (1784) ist Bodenhagen als eines von 20 Kolberger Stadteigentumsdörfern aufgeführt. Brüggemann schrieb: „Die Einwohner ernähren sich größtenteils von der Viehzucht, weil ihr Acker nur schlecht ist.“
Im 19. Jahrhundert entstanden westlich des Dorfes mehrere Ausbauten, die um 1885 den Ortsnamen Trift erhielten. Später wuchs diese Siedlung mit dem übrigen Dorf Bodenhagen zusammen und wurde nicht mehr gesondert geführt. Bodenhagen erhielt einen Bahnhof an der Bahnstrecke Köslin–Kolberg. Um den Bahnhof entstand eine Siedlung, die den amtlichen Ortsnamen Am Bahnhof erhielt.
Vor 1900 wurde Bodenhagen als Urlaubsort entdeckt. Im Jahre 1910 erhielt es die Bezeichnung „Ostseebad“.
Im Rahmen der Aufrüstung der Wehrmacht wurde zwischen 1935 und 1936 im Ort der Fliegerhorst Kolberg angelegt. Dies veränderte den Charakter des Ortes, war dem Fremdenverkehr nachteilig, belebte aber zunächst die wirtschaftliche Entwicklung.
Vor 1945 bildete Bodenhagen eine Landgemeinde im Kreis Kolberg-Körlin der preußischen Provinz Pommern.
1945 kam Bodenhagen, wie ganz Hinterpommern, an Polen. Der Fliegerhorst wurde durch die Sowjetarmee übernommen. Die Dorfbevölkerung wurde vertrieben. Die Sowjetarmee schlug die Fläche des eigentlichen Dorfes Bodenhagen dem Flugplatzgelände zu und riss die Häuser ab. Der Wohnplatz Am Bahnhof wurde durch Polen besiedelt. Bodenhagen erhielt den polnischen Namen Bagicz.

## Entwicklung der Einwohnerzahlen
- 1816: 180 Einwohner[3]
- 1855: 366 Einwohner[3]
- 1871: 465 Einwohner[3]
- 1885: 436 Einwohner[3]
- 1905: 501 Einwohner[3]
- 1919: 561 Einwohner[3]
- 1933: 484 Einwohner[3]
- 1939: 571 Einwohner[3]

## Persönlichkeiten

### Söhne und Töchter des Ortes
- Gustav von der Heyde (1785–1863), preußischer Generalleutnant, zuletzt Kommandant der Festung Neiße
- Paul Firzlaff (1866–?), deutscher Politiker (DNVP), Landwirt in Bodenhagen

### Mit dem Ort verbunden
- Ulrich Sander-Bodenhagen (1892–1972), deutscher Schriftsteller und Maler, wirkte ab 1934 in Bodenhagen